# كلية لبانون فالي
كلية لبانون فالي هي كلية خاصة في بلدة آنفيل، بنسلفانيا. تأسست كلية لبانون فالي في 23 فبراير 1866م، يبلغ عدد طلاب الجامعة 1,916 طالب.

## أشهر خريجي الكلية
- توم كوربيت
- مارك بي. كوهن
- أندي بانكو